# Nochten
Nochten (łuż. Wochozy) - najbardziej wysunięta na północ i największa obszarowo część gminy Boxberg/O.L. (od 1 marca 1994) w powiecie Görlitz w Niemczech.

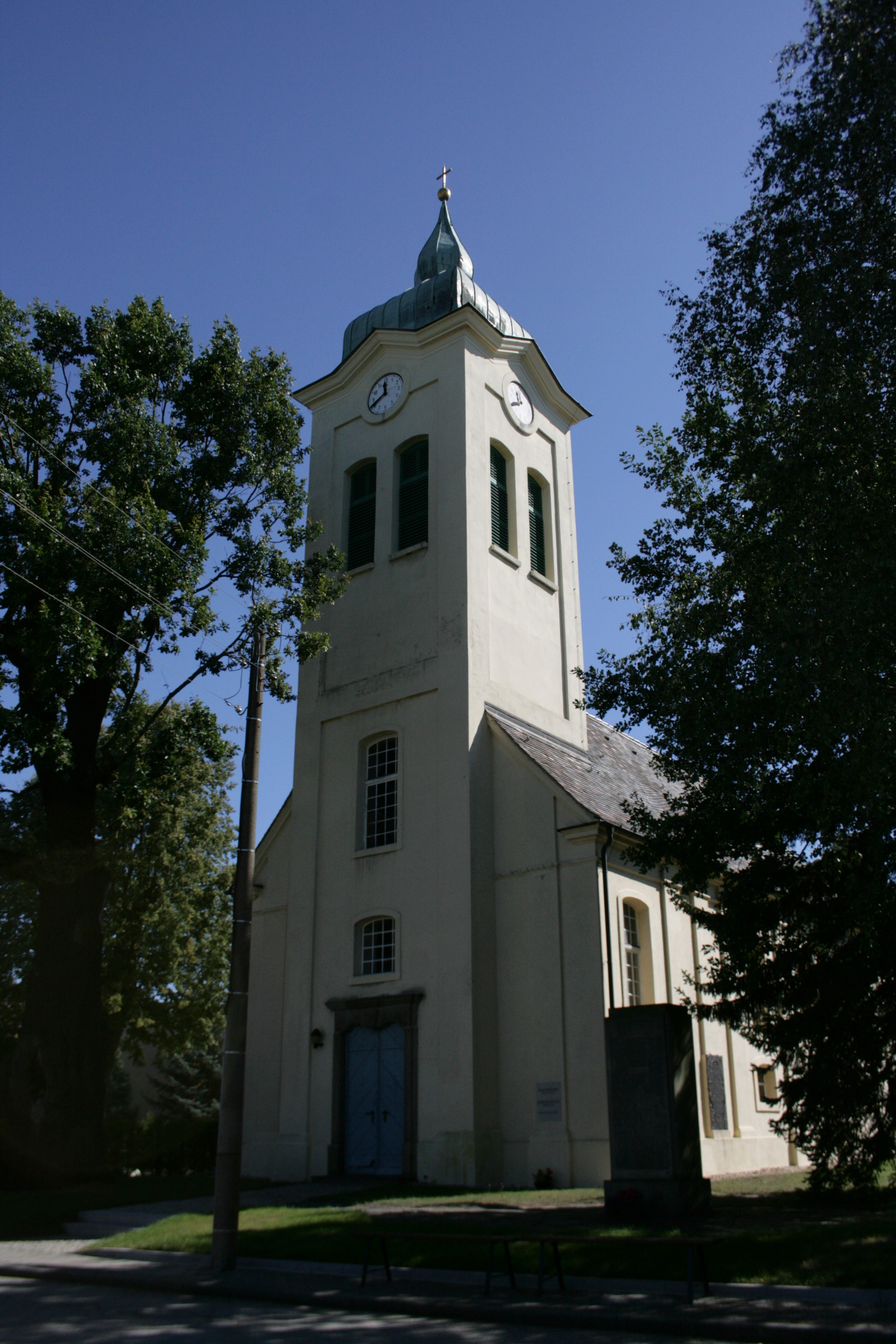
Barokowy kościół z 1748

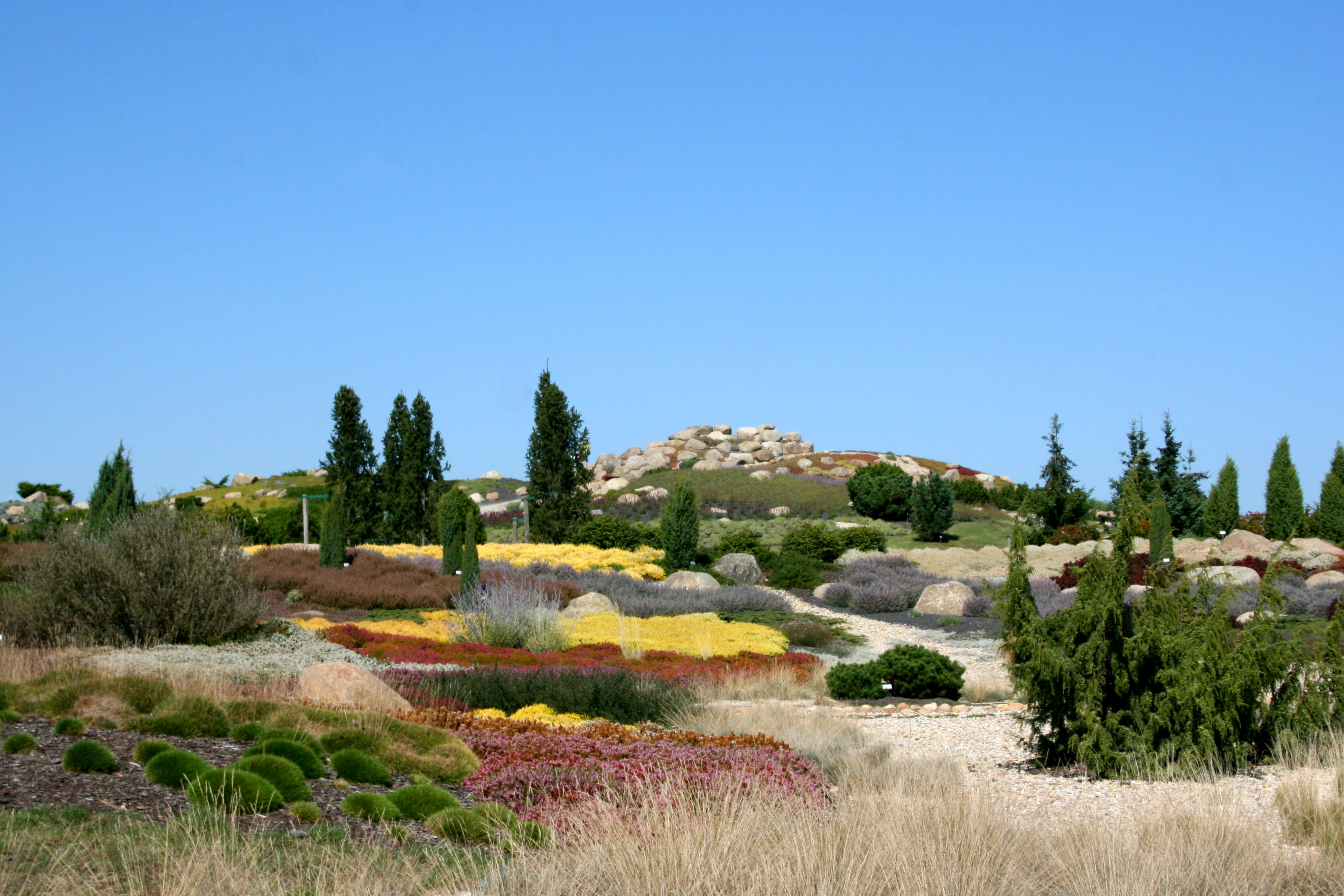
Park Głazów

Pierwsza wzmianka o Nochten pojawiła się 1443 w związku z działaniami rycerzy-rozbójników.
W miejscowości funkcjonuje odkrywkowa kopalnia wegla brunatnego. Wyeksploatowane wyrobiska poddaje się rekultywacji. W 2003 w jednym z nich powstał krajobrazowy Park Głazów Narzutowych o powierzchni 20 ha, w którym znajduje się 7.000 głazów narzutowych, pochodzących ze Skandynawii. Na tworzących park pagórkach posadzono ponad 100.000 roślin (bylin, krzewów i drzew). Powstały tu m.in. ogrody wrzosowe ze 130 gatunkami wrzosów, ogród japoński ze stawem oraz skalniak z kaktusami i sukulentami, a ponadto ścieżki edukacyjne „Mała Skandynawia” i „Bosa geościeżka zmysłów” oraz „Pustynny plac zabaw”. Park udostępniony jest w okresie od 15 marca do 15 listopada.